# Charles Dutoit
Charles Édouard Dutoit (ur. 7 października 1936 w Lozannie) – szwajcarski dyrygent.

## Życiorys
Studiował grę na skrzypcach, teorię muzyki i dyrygenturę w Lausanne Conservatory, następnie w Conservatoire de Musique de Genève grę na altówce i instrumentację oraz dyrygenturę u Samuela Baud-Bovy’ego, jego mentorem był Ernest Ansermet. Naukę kontynuował w Accademia Musicale Chigiana w Sienie u Alceo Galliery i w Berkshire Music Center u Charlesa Müncha.
Był dyrygentem Berner Symphonie-Orchester (1967–1978), meksykańskiej Orquesta Sinfónica Nacional (1973–1975) i Göteborgs Symfoniker (1976–1979). W 1977 został dyrektorem artystycznym Orchestre symphonique de Montréal, pełniąc to stanowisko przez 25 lat. W latach 1991–2001 był dyrektorem muzycznym Orchestre national de France. W 1996 został głównym dyrygentem Orkiestry Symfonicznej NHK w Tokio, a w latach 1998–2003 był jej dyrektorem muzycznym.
Od lat 90. przez 32 lata współpracował z Orkiestrą Filadelfijską, będąc dyrektorem artystycznym i pierwszym dyrygentem letnich koncertów w Mann Center oraz festiwalu w Saratoga Springs; w latach 2007–2012 był głównym dyrygentem i doradcą artystycznym orkiestry, a w sezonie 2012/2013 otrzymał honorowy tytuł dyrygenta laureata. W latach 2009–2018 był dyrektorem artystycznym i pierwszym dyrygentem londyńskiej Royal Philharmonic Orchestra.
Dyrygował orkiestrami z Chicago, Bostonu, San Francisco, Nowego Jorku, Los Angeles, Londynu, Berlina, Paryża, Monachium, Moskwy, Sydney, Pekinu, Hongkongu i Szanghaju. Kilkakrotnie koncertował w Polsce, dyrygując m.in. Orkiestrą Filharmonii Narodowej.
Specjalizuje się w muzyce francuskiej i rosyjskiej oraz ogólnie w muzyce tonalnej XX wieku. W repertuarze ma m.in. dzieła Berlioza, Saint-Saënsa, Czajkowskiego, Prokofjewa, Szostakowicza, Ravela i de Falli. Jego ponad 200 nagrań dla wytwórni Decca, Deutsche Grammophon, EMI, Philips i Erato zdobyło wiele nagród i wyróżnień, w tym dwie nagrody Grammy.
Wielki oficer Ordre national du Québec (1995), oficer Orderu Kanady (1998) oraz oficer (1988) i komandor (1996) francuskiego Orderu Sztuki i Literatury (1996).
W życiu prywatnym jego żonami były m.in. pianistka Martha Argerich oraz kanadyjska skrzypaczka Chantal Juillet.

## Zarzuty o molestowanie seksualne
W 2018 upublicznione zostały zarzuty kilku kobiet wobec Dutoita o molestowanie seksualne w latach 1985–2010. Mimo że zdaniem Dutoita zarzuty są bezpodstawne, ustąpił on wówczas w trybie natychmiastowym z zajmowanego stanowiska w Royal Philharmonic Orchestra. Przeprowadzono też wewnętrzne dochodzenie w Orkiestrze Filadelfijskiej, które wykazało wiarygodność raportów w sprawie jego nadużyć seksualnych. Orkiestra Filadelfijska zerwała współpracę z Dutoitem i odebrała mu honorowy tytuł dyrygenta laureata. Kilka innych czołowych orkiestr również zerwało z nim zawodowe stosunki, m.in. Orchestre symphonique de Montréal, Bostońska Orkiestra Symfoniczna i Filharmonia Nowojorska.